# Passalora desmanthi
Passalora desmanthi är en svampart som först beskrevs av Ellis & Kellerm., och fick sitt nu gällande namn av U. Braun 1999. Passalora desmanthi ingår i släktet Passalora och familjen Mycosphaerellaceae.   Inga underarter finns listade i Catalogue of Life.